# 弗兰克·莎士比亚
弗兰克·莎士比亚（英語：Frank Shakespeare，1930年5月31日—），美国男子赛艇运动员。他曾代表美国参加1952年夏季奥林匹克运动会赛艇比赛，获得男子八人单桨有舵手金牌。